# Ескатрон
Ескатрон (ісп. Escatrón) — муніципалітет в Іспанії, у складі автономної спільноти Арагон, у провінції Сарагоса. Населення — 1132 особи (2010).
Муніципалітет розташований на відстані близько 300 км на схід від Мадрида, 60 км на південний схід від Сарагоси.

## Демографія
Динаміка населення (INE ):